# Phoenix (Oregon)
Phoenix è una città degli Stati Uniti d'America situata nell'Oregon, nella Contea di Jackson.